# 511-й гвардейский зенитный ракетный полк
511-й гвардейский Смоленский Краснознамённый орденов Суворова, трижды Кутузова и Богдана Хмельницкого зенитный ракетный полк — воинская часть в составе 76-й дивизии ПВО зенитных ракетных войск ВКС РФ. Штаб находится в городе Энгельс, Саратовской области.
Условное наименование — войсковая часть № 40218 (в/ч 40218). Сокращённое наименование — 511 гв. зрп.

## История
Часть ведёт свою историю от сформированной 25 сентября 1941 года во Владимире 18-й танковой бригаде.
Боевое крещение бригада получила в боях за населённый пункт Фролово-Орехово Смоленской области. Впоследствии бригада вела тяжёлые бои под Гжатском, Можайском и Звенигородом, где на подступах к Москве отражала натиск противника, нанося ему значительный урон в живой силе и технике.
Только в течение сентября-октября 1941 года бригадой было уничтожено 5 самолётов, 40 танков, 14 бронемашин, 42 артиллерийских орудия и около 3 тысяч солдат и офицеров противника.
С декабря 1941 года 18-я танковая бригада принимала участие в контрнаступлении под Москвой. В конце 1941 — начале 1942 года в кровопролитных боях она освободила 59 населённых пунктов, уничтожив 20 танков, 113 орудий, 4 самолёта и около 5 тысяч солдат и офицеров противника.
В конце 1942 года бригада прибывает в район Ржева, где тогда сложилась критическая обстановка. Город помногу раз переходил из рук в руки. В это время она доукомплектовывается личным составом и техникой.
Здесь, ведя тяжелейшие бои с противником, личный состав бригады проявил массовый героизм и мужество, умело выполняя все поставленные задачи.
За образцовое выполнение заданий командования на фронте борьбы с немецкими захватчиками Приказом Народного Комиссара Обороны СССР № 161 от 10 апреля 1943 года бригада преобразуется в 42-ю гвардейскую танковую бригаду.
В течение 1943 года часть ведёт тяжёлые бои в районе Смоленска и во взаимодействии с другими частями 31-й армии освобождает город.
В 1944 году, продвигаясь с боями вдоль шоссе Москва-Минск в направлении Могилёва, бригада принимает участие в освобождении Белоруссии. За прорыв сильно укреплённой обороны противника и освобождение города Могилёва бригада награждается орденом Красного Знамени.
В начале 1945 года личный состав бригады сражается со врагом в Карпатах и участвует в освобождении Польши.
Преодолевая ожесточённое сопротивление противника части бригады, имея на вооружении тяжёлые танки ИС-2 и самоходные артиллерийские установки ИСУ-152 29 апреля 1945 года вброд переправились через реку Одер и перешли в наступление на крупный промышленный центр Моравска Острава, упорно оборонявшийся противником. Указом Президиума Верховного Совета СССР от 28 мая 1945 года за проявленные мужество и героизм в боях с немецкими захватчиками по овладению этим городом, бригада награждается орденом Кутузова II степени,
28 мая 1945 года 98-й и 99-й гвардейские тяжёлые танковые полки бригады, за овладение городом Опава, этим же Указом награждаются орденами Кутузова III степени.
8 мая 1945 года бригада ведёт ожесточённые бои с танками и артиллерией противника в районе города Оломоуц. За проявленные в этих боях доблесть и мужество она награждается орденом Суворова II степени.
1309 дней вела бригада боевые действия, освободив с боями 50 городов и более 2000 других населённых пунктов.
За образцовое выполнение заданий командования на фронте борьбы с немецко-фашистскими захватчиками личному составу бригады 7 раз в Приказах Верховного Главнокомандующего объявлялась благодарность, свыше полутора тысяч воинов бригады были удостоены правительственных наград, двоим из них было присвоено звание Героя Советского Союза.
10 июля 1945 года бригада была переформирована в 42-й отдельный гвардейский тяжёлый танковый Смоленский Краснознамённый, орденов Суворова, Кутузова и Богдана Хмельницкого полк (в/ч 14033) 38-й общевойсковой армии. С 16 июня 1956 года 158-й гвардейский тяжёлый танковый полк 17-й тяжёлой танковой дивизии 8-й танковой армии Прикарпатского военного округа, город Яров. 1 октября 1960 года 17-я тяжёлая танковая дивизия была расформирована. Директивой ГШ ВПВО от 5 августа 1960 года 158-й гвардейский тяжёлый танковый полк был предан в 28-й корпус ПВО и к 15 ноября 1960 года переформирован в 534-й гвардейский зенитный ракетный Смоленский Краснознамённый орденов Суворова, трижды Кутузова и Богдана Хмельницкого полк (в/ч 01331) и передан в состав 25-го корпуса ПВО с передислокацией в город Ульяновск.
Во время Карибского кризиса в 1962 году подразделения полка в полной штатной численности выполняли боевые задачи по противовоздушной обороне Республики Куба, где одним из дивизионов был уничтожен самолёт-разведчик «Локхид U-2».
С 1 марта 1963 года часть, в составе 28-й дивизии ПВО вошла в состав Уральского объединения противовоздушной обороны.
9 января 1964 года, 1-й зенитный ракетный дивизион 534-го зенитного ракетного полка, под командованием гвардии майора М. И. Козюрина, на высоте 28 тысяч метров первой ракетой сбил иностранный дрейфующий аэростат.  
В 1973 году специалисты полка оказывали интернациональную помощь армиям арабских государств в освоении и эксплуатации зенитной ракетной техники.
28 декабря 2011 года 511-му гвардейскому Смоленскому Краснознамённому орденов Суворова, трижды Кутузова и Богдана Хмельницкого зенитному ракетному полку, дислоцирующемуся на территории Энгельсского муниципального района, было вручено Гвардейское Боевое знамя нового образца.

## Вооружение
- С-300ПС[7]
- С-400 с 2018[8]

## Награды и почётные наименования
- Почётное звание «Гвардейский» — присвоено приказом Народного комиссара обороны СССР № 161 от 10 апреля 1943 года, за проявленную отвагу в боях за Отечество с немецкими захватчиками, за стойкость, мужество, дисциплину и организованность, за героизм личного состава (18 тбр)[9]
- Почётное наименование «Смоленский» — присвоено приказом Верховного главнокомандующего № от 25 сентября 1943 года, в ознаменование одержанной победы и отличия в боях за освобождение городов Смоленск и Рославль (42 гв. тбр)[10]
- Орден Красного Знамени — награждён указом Президиума Верховного Совета СССР от 10 июля 1944 года, за образцовое выполнение заданий командования в боях при форсировании рек Проня и Днепр, прорыв сильно укреплённой обороны немцев, а также за овладение городами Могилёв, Шклов и Быхов, проявленные при этом доблесть и мужество (42 гв. тбр)[11]
- Орден Суворова II степени — награждён указом Президиума Верховного Совета СССР от 4 июня 1945 года, за образцовое выполнение заданий командования в боях с немецкими захватчиками при овладении городом Оломоуц и проявленные при этом доблесть и мужество (42 гв. тбр)[12]
- Орден Кутузова II степени — награждён указом Президиума Верховного Совета СССР от 28 мая 1945 года, за образцовое выполнение заданий командования в боях с немецкими захватчиками при овладении городами Моравская Острава, Жилина и проявленные при этом доблесть и мужество (42 гв. тбр)[12]
- Орден Богдана Хмельницкого II степени — награждён указом Президиума Верховного Совета СССР от 5 апреля 1945 года, за образцовое выполнение заданий командования в боях с немецкими захватчиками при овладении городом Бельско и проявленные при этом доблесть и мужество (42 гв. тбр)[12]
- Два ордена Кутузова III степени — награждён указом Президиума Верховного Совета СССР от 28 мая 1945 года, за образцовое выполнение заданий командования в боях с немецкими Захватчиками при овладении городом Опава и проявленные при этом доблесть и мужество (98 и 99 гв. отп)[13]
- Вымпел Министра Обороны СССР «За мужество и воинскую доблесть», 1 ноября 1973 года (534 гв. зрп)

## Интересные факты
12.04.1961 г. в 10 час. 55 мин. 2 км юго-восточнее н.п. Подгорное приземлился лётчик-космонавт майор Гагарин, Юрий Алексеевич, совершивший первый космический полет на космическом корабле «Восток». Первый заметил ефр. Сапельцев В. Г., а прибыл к месту приземления майор Гассиев А. Н., который доставил первого в мире летчика-космонавта Героя Советского Союза майора ГАГАРИНА ЮРИЯ АЛЕКСЕЕВИЧА в подразделение для встречи с личным составом.— Выписки из Исторического формуляра в/ч 40218. Раздел VII. лист № 4 параграф 6